# Володимирівське лісове господарство
ДП «Володимирівське лісове господарство» — державне підприємство, підпорядковане  Миколаївському обласному управлінню лісового та мисливського господарства, підприємство з вирощування лісу, декоративного садивного матеріалу, виготовлення пиломатеріалів.

## Лісництва
- Казанківське
- Володимирівське
- Лісове

## Керівництво
- Волинець Владислав Володимирович — директор